# Aureliano Pertile
Aureliano Pertile (9 novembre 1885 – 11 janvier 1952) est un ténor lyrique italien qui a marqué l'histoire de la Scala de Milan. De nombreux critiques le considèrent comme l'un des artistes d'opéra les plus passionnants de l'entre-deux-guerres et l'un des ténors les plus importants du XXe siècle.

## Vie et carrière
Pertile est né à Montagnana comme Giovanni Martinelli. Il chante dans le chœur de l'église locale comme contralto. Il étudie ensuite avec Vittorio Orefice à Padoue et Gaetano Bavagnoli à Milan, avant de faire ses débuts dans le rôle de Lyonel dans Martha, en 1911, à Vicence ainsi que dans Quo vadis de Jean Nouguès qui lui vaut un grand succès. Il se perfectionne également jusqu'en 1913 à l'école d'A. Fugazzola. Selon Rodolfo Celletti, le sérieux de cette formation explique qu'avec des moyens relativement modestes, il ait pu faire une carrière exceptionnelle et bénéficier du soutien de personnalités du monde musical italien comme Riccardo Zandonai, Italo Montemezzi ou l'éditeur Tito Ricordi.
Après avoir chanté dans différents théâtres d'Italie et en Amérique du Sud, Pertile chante pour la première fois à La Scala de à Milan, en 1916. Il apparaît à cette occasion dans le rôle de Paolo dans Francesca da Rimini, face à Rosa Raïsa. Pertile fait ses débuts au Metropolitan Opera de New York dans le rôle de Cavaradossi dans Tosca, avec Maria Jeritza dans le rôle titre, le 1er décembre 1921.
Lors de sa seule saison au Met (1921-22), ses autres rôles incluent des Grieux dans Manon Lescaut, Turiddu dans Cavalleria rusticana, Grigori dans Boris Godunov (avec Feodor Chaliapine ), Radames dans Aida, Canio dans Pagliacci (face à Florence Easton ) et Julien dans Louise (face à Géraldine Farrar). Il a également participé à des représentations de Louise avec la compagnie de tournée du Met à Philadelphie et à Brooklyn.
Il retourne ensuite en Italie, où il s'impose comme le principal ténor de la Scala de 1927 à 1937, devenant ainsi l'un des chanteurs préférés du chef d'orchestre principal Arturo Toscanini. Puccini l'apprécie particulièrement et le choisit pour différentes reprises de ses opéras en Italie, comme la Rondine à Gênes en 1917.
Outre les œuvres mentionnées précédemment, son répertoire à La Scala était très vaste, traduisant sa capacité à passer du répertoire de ténor léger à un répertoire plus lourd. il comprenait par exemple le rôle-titre de Lohengrin, Stolzing dans Die Meistersinger von Nürnberg (en italien), Edgardo dans Lucia di Lammermoor, avec Toti dal Monte, Alfredo dans La traviata, Osaka dans Iris, Rodolfo dans La bohème, le rôle titre dans Andrea Chénier, Manrico dans Il trovatore, Riccardo dans Un ballo in maschera, Pinkerton dans Madama Butterfly, Il Duca dans Rigoletto, Alvaro dans La forza del destino, Pollione dans Norma, Loris dans Fedora, Werther, Maurizio dans Adriana Lecouvreur, Fernand dans La Favorite et le rôle-titre dans Fra Diavolo. Il crée également les principaux rôles de ténor dans Nerone de Boito, en 1924, Sly de Wolf-Ferrari, en 1927, et Nerone de Mascagni, en 1935.
Dans tous ses rôles à La Scala, Pertile a obtenu des résultats dramatiques convaincants même si sa voix qui n'était ni particulièrement suave ni belle avec certains aspects nasillards notamment pour le passage fa-sol. Il lui a fallu 7 années d'études de vocalises pour arriver à améliorer la qualité de son timbre de voix. Il était particulièrement efficace dans les rôles de Verdi et l'opéra vérisme, apportant une rare intensité émotionnelle à ses performances.
Pertile a également chanté au Royal Opera House de Londres de 1927 à 1931, et au Teatro Colón de Buenos Aires entre 1918 et 1929. Ses collègues soprano comprenaient des divas célèbres telles que Gilda Dalla Rizza, Dal Monte, Claudia Muzio, Raisa, Bidu Sayão, Hina Spani et Ninon Vallin.
Il apparaît également dans des œuvres d'opéra plus rares, créant par exemple le rôle de Fernando dans l'opéra Tucuman de Felipe Boero (en 1918) et le rôle-titre dans Ollantay de Constantino Gaito (en 1926).
Ses dernières apparitions sur scène eurent lieu en Italie en 1946, à Pagliacci . Il enseigne ensuite au Conservatoire de Milan ainsi qu'à la Scuola di perfezionamento de la Scala, jusqu'à sa mort en 1952.

## Enregistrements
Pertile a réalisé de nombreux enregistrements de 1922 à 1942 avec des extraits et des intégrales d'opéras (Carmen, Aïda, Trovatore) pour Pathé, Fonotopia, la Voce del Padrone et Telefunken.